# Soyo (Angola)
Soyo is een stad in de provincie Zaire in Noordwest-Angola, aan de monding van de Kongo-rivier,  onder Portugees bewind bekend onder de naam Santo António do Zaire 

## Geschiedenis
Soyo was een provincie van het koninkrijk Kongo, dat zich vanaf de monding van de Congo tot aan de rivier de Loze 100 kilometer landinwaarts uitstrekte. Het was al een bestuurlijke eenheid toen de Portugezen in 1482 onder Diogo Cão in dit deel van Afrika verschenen. De leider of gouverneur ervan noemde zich mwene Soyo of Heer van Soyo. In 1491 was de leider van Soyo, die een oom van de koning geweest zou zijn, de eerste die zich in het koninkrijk Kongo liet dopen.
De haven van Soyo, dicht bij de monding van de Congo gelegen, werd in de 16e eeuw een belangrijke handelshaven. Er vestigde zich een Portugese gemeenschap die vanuit de haven handelde in slaven, ivoor en koper. Een onderzoek door de koning wees in 1548 uit, dat jaarlijks 4000 slaven naar het eiland São Tomé en verder naar Brazilië werden verscheept.
Het centrale gezag in Kongo werd uitgevoerd door de Mwene Kongo. Het koninkrijk Kongo bestond uit zes provincies: Mbata, Mbembe, Mpangu, Mpemba, Ndundi en Soyo. Daarnaast werden enkele naburige koninkrijken in min of meerdere mate onderhorig aan de Mwene Kongo, waaronder het zuidelijker gelegen koninkrijk Ndongo. Na de bekering van de koningen tot het christendom werd de hoofdstad Mbanza verdoopt tot São Salvador. Ook werden onder Portugese invloed Europese adellijke titels ingevoerd en kregen de Mwene Kongo Portugese namen. De verhouding tussen de verschillende onderhorige gebieden was rijk aan conflicten. 

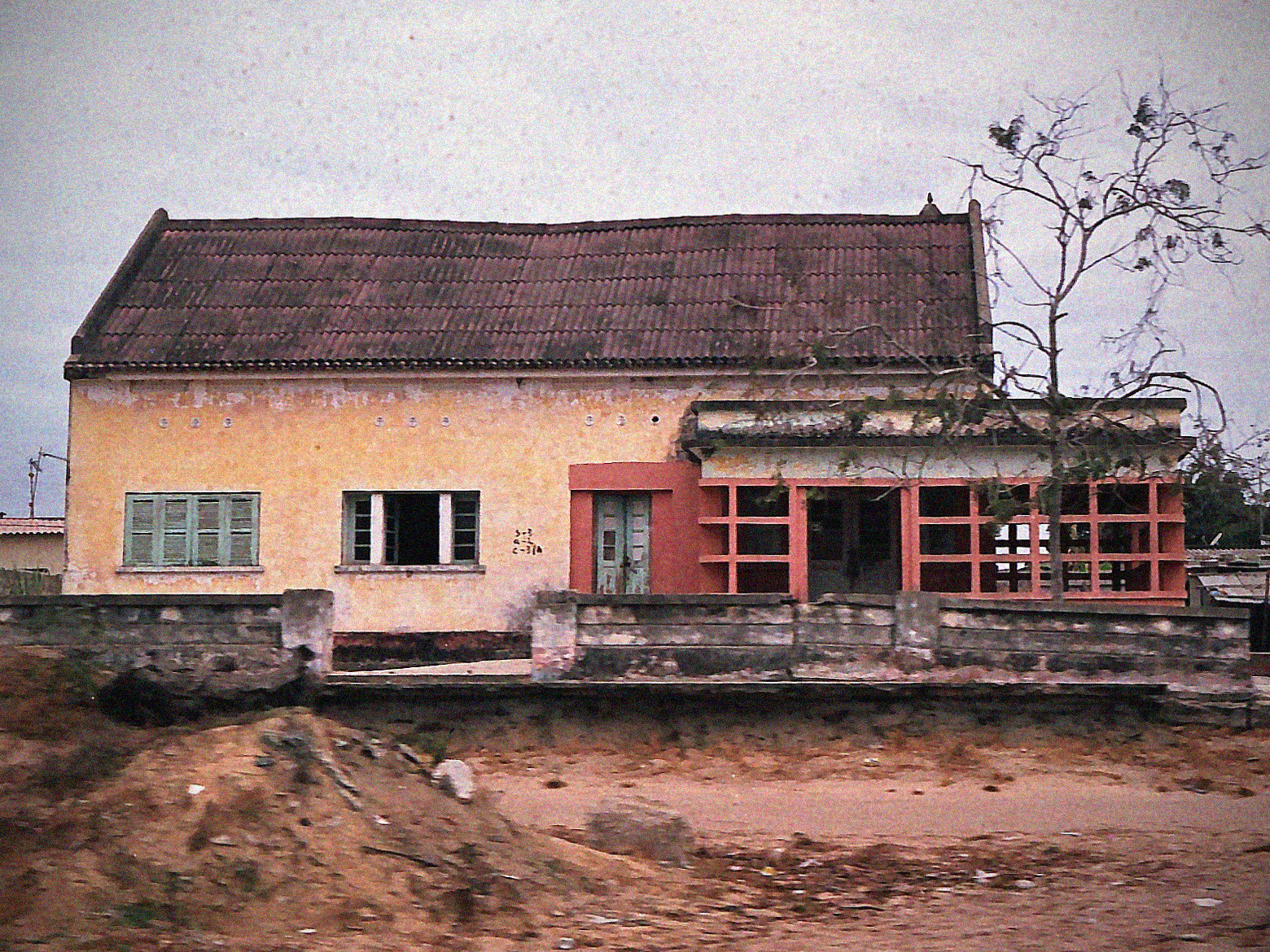
Verlaten huis uit de koloniale tijd (ca. 1955) in Soyo

In 1670 probeerde de Portugese gouverneur Soyo in te nemen toen Kongo zich in een burgeroorlog bevond. Na een eerste overwinning werden de Portugezen in de slag bij Kitombo in Nfinda Ngula overtuigend verslagen. Pas twee eeuwen later, toen Portugal in een lange oorlog het gebied van het tegenwoordige Angola in bezit begon te nemen, werd ook Soyo bezet en kreeg de stad de naam Santo António do Zaire.

### 20e eeuw
Tegen het einde van de koloniale tijd werden voor de kust van Noordwest-Angola grote hoeveelheden aardolie ontdekt. De provincie Cabinda en Santo António do Zaire werden middelpunt van de aardoliewinning. In april 1974 werd de kleine stad (Vila) tot stad (cidade) verheven.
Na de onafhankelijkheid in 1975 werd de Portugese naam weer veranderd in Soyo. Het wordt als een belangrijk centrum van aardoliewinning gezien. Er bevindt zich een onderneming die vloeibaar gas, LNG, produceert.

## Geboren
- Sara Chaves, fadozangeres (1932–)
- Lesliana Pereira, fotomodel, actrice en tv-presentatrice (1987–)

## Bestuur
Soyo is bestuurlijke zetel van de gelijknamige stedenkring (município) in de provincie Zaire. De município heeft een oppervlakte van 5.572 km². Volgens de volkstelling van 2014 bedroeg het aantal inwoners van de município Soyo 227.000 personen; voor 2018 werd een geschat aantal verwacht van 258.000.
Vier gemeenten (Comunas) behoren tot de stedenkring:
- Pedra de Feitiço
- Quêlo
- Soyo
- Sumba